# Pirámide de Tirana
La Pirámide de Tirana (en albanés: Piramida e Tiranës), también conocida como Pirámide, es un edificio ubicado en Tirana, la capital de Albania. 
La Pirámide fue inaugurada el 14 de octubre de 1988 como un museo dedicado a Enver Hoxha, quien gobernó la República Popular Socialista de Albania durante cuatro décadas con un fuerte componente de culto a la personalidad. La construcción en hormigón de 21 metros de altura llegó a ser definida como ejemplo de arquitectura brutalista. Tras el colapso del sistema comunista en 1991, el museo fue cerrado y el edificio tuvo distintos usos, entre un largo debate sobre su posible cierre o transformación.
En 2018 el gobierno albanés aprobó un proyecto para rehabilitar la Pirámide, que incluyó la instalación de escaleras en los lados, una bóveda de cristal y espacios comunes. En mayo de 2023 fue reabierto como centro cultural.

## Historia
El edificio fue concebido originalmente como un museo dedicado a Enver Hoxha, el político y militar que dirigió la República Popular Socialista de Albania durante cuatro décadas, desde 1944 hasta su muerte en 1985, bajo un modelo dictatorial marcado por el antirrevisionismo marxista, el aislacionismo y el culto a la personalidad. Tras su fallecimiento, las autoridades impulsaron la construcción de un museo dedicado a Hoxha. Esta instalación contaba con un diseño brutalista de forma piramidal, de 21 metros de altura y bloques de hormigón sobre una superficie de 11.835 m². En el equipo de arquitectos se encontraba Pranvera Kolaneci, la hija del exsecretario general. Su presupuesto de 3 millones de dólares la convertía en la construcción más cara de Albania hasta esa fecha.
Después de tres años de obras, el Museo Enver Hoxha fue inaugurado el 14 de octubre de 1988. 

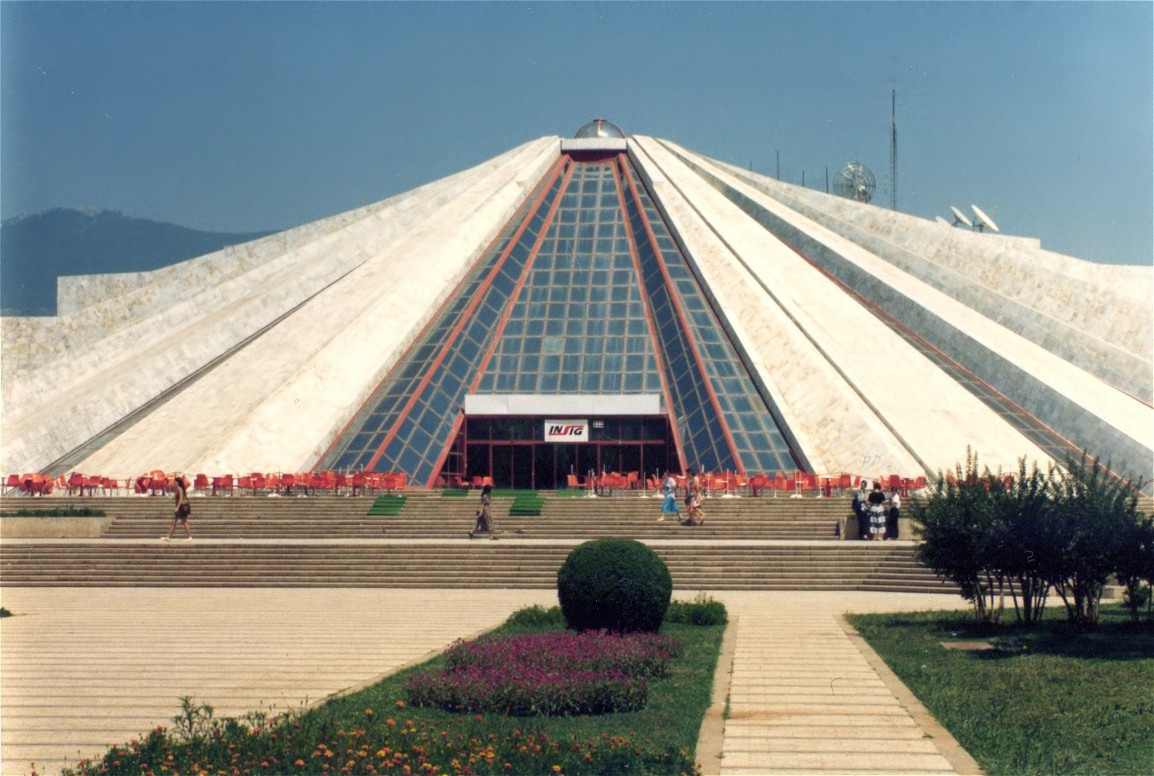
Aspecto de la Pirámide de Tirana en 1996.

La caída del sistema comunista y la transición a la democracia conllevaron el cierre del museo en 1991, dentro de las medidas planteadas para acabar con el culto a la personalidad de Enver Hoxha. El estado albanés, propietario del edificio, planteó distintos usos para rentabilizarlo sin éxito, en un contexto marcado por la crisis económica del país. En ese tiempo llegó a ser centro de convenciones, discoteca, sede de medios de comunicación e incluso lugar de rodaje para películas. En 1999, durante la Guerra de Kosovo, las fuerzas de la OTAN lo usaron como base para organizaciones humanitarias. Posteriormente, la Pirámide fue degradándose sin que hubiera presupuesto designado para su conservación.

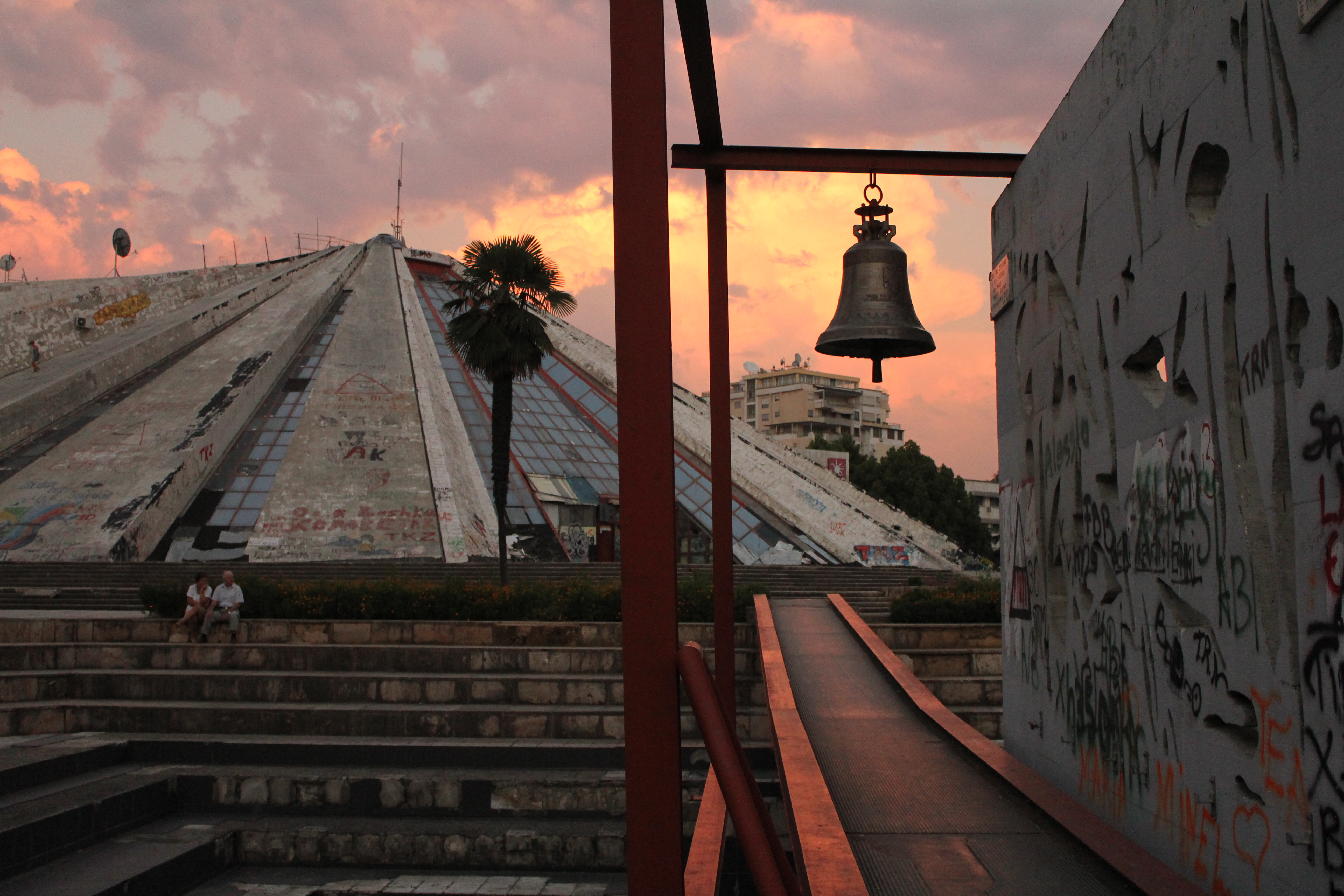
Desperfectos en el exterior de la Pirámide de Tirana (2012).

Durante veinte años hubo un intenso debate sobre el futuro de la Pirámide de Tirana. En 2010, el parlamento de Albania aprobó una moción para demoler la pirámide y construir en su lugar la nueva sede del órgano legislativo. Esta medida generó un movimiento popular de rechazo impulsado por el historiador Ardian Klosi, quien reunió firmas contra la propuesta. Aunque el ejecutivo de Sali Berisha había previsto inaugurarlo en 2012, con motivo del centenario nacional, el proyecto nunca salió adelante y quedó finalmente descartado por la oposición de los tiraneses a su demolición.

### Rehabilitación
En 2018, el nuevo gobierno albanés anunció la rehabilitación de la Pirámide de Tirana gracias a un acuerdo con TUMO, grupo liderado por el empresario armenio Sam Simonian, para transformarlo en un centro tecnológico especializado en programación informática, robótica y empresas emergentes. La Fundación Albanesa-Americana de Desarrollo contactó con el estudio de arquitectura MVRDV, que apostó por su integración urbana con escaleras en los laterales para acceder a la parte superior, una bóveda de cristal y espacios abiertos al público.
Después de cinco años de obras, la reformada Pirámide de Tirana fue inaugurada en mayo de 2023.